# Бедолло
Бедолло (итал. Bedollo) — коммуна в Италии, расположена в области Трентино-Альто-Адидже, подчиняется административному центру Тренто.
Население коммуны, на 01.01.2024 года, составляет 1491 человек, плотность населения — 54,67 чел./км². Коммуна занимает площадь 27,27 км². 
Почтовый индекс — 38043. Телефонный код — 0461.
Покровительницей коммуны почитается Пресвятая Богородица (Madonna di Caravaggio), празднование 26 мая.

## Население
Динамика населения:

## Администрация коммуны
Главой коммуны является мэр Франческо Фантини, с 22 сентября 2020 года.